# شامبان - أردان
شَمْبَنْيَة - أرْدَن أو شامبان - أردان (بالفرنسية: Champagne-Ardenne)‏ هي منطقة في شمال فرنسا وعاصمتها هي شالون إن شامباني.